# Беннетт, Кайден
Кайден Беннетт (англ. Cayden Bennett; род. 9 сентября 2006, Англия) — сент-китский футболист, защитник молодёжной команды английского «Уолсолла» и сборной Сент-Китса и Невиса.

## Биография

### Клубная карьера
Воспитанник академии «Уолсолла». 14 ноября 2023 года впервые попал в заявку основной команды в матче группового этапа Трофея АФЛ против «Шрусбери Таун», однако остался на скамейке запасных.

### Карьера в сборной
Беннетт родился в Англии, но имел право выступать за сборную Сент-Китса и Невиса благодаря своей бабушке. Впервые был вызван в сборную в марте 2024 года на два товарищеских матча со сборной Сан-Марино. Дебютировал во втором матче 24 марта, появившись на замену на 57-й минуте вместо Рахима Сомерсолла.